# Paradella garsonorum
Paradella garsonorum is een pissebed uit de familie Sphaeromatidae. De wetenschappelijke naam van de soort is voor het eerst geldig gepubliceerd in 2007 door Wetzer & Bruce.